# Chalepus collaris
Chalepus collaris es un coleóptero de la familia Chrysomelidae.
Fue descrita científicamente en 1823 por Say.